# Sveriges Urmakareförbund
Sveriges Urmakareförbund (SUF) är ett av Sveriges äldsta yrkesförbund. Förbundet grundades redan år 1892 och 1985 kom det att bli ett rent yrkesförbund. Syftet är "att tillvarata medlemmarnas intressen och stärka konsumenternas trygghet i alla avseende gällande sina ärenden hos svenska urmakare".
Urmakarskolan i Borensberg grundades 1940 av förbundet med Sven Sandström som rektor. Sedan 2013 finns skolan i Motala och heter nu IHU Urmakarskolan (IHU = Institutet för Högre Urmakeriutbildning i Norden).
Sedan 2010 finns Sveriges Urmakareförbunds urmuséum i Borensberg.